# Format televisivo
Il format di un programma televisivo è un apparato di regole che determinano lo svolgersi del programma stesso. I programmi televisivi si strutturano attraverso uno specifico procedimento: partono dall'essere dei prodotti primari, come delle idee da sviluppare e terminano col diventare dei prodotti finiti, cioè dei format completi strutturati in trasmissioni complete o cicli di trasmissioni.

## Tipologie
È possibile distinguere due momenti importanti nella formazione di un format: il paper format ed il tv programme format.

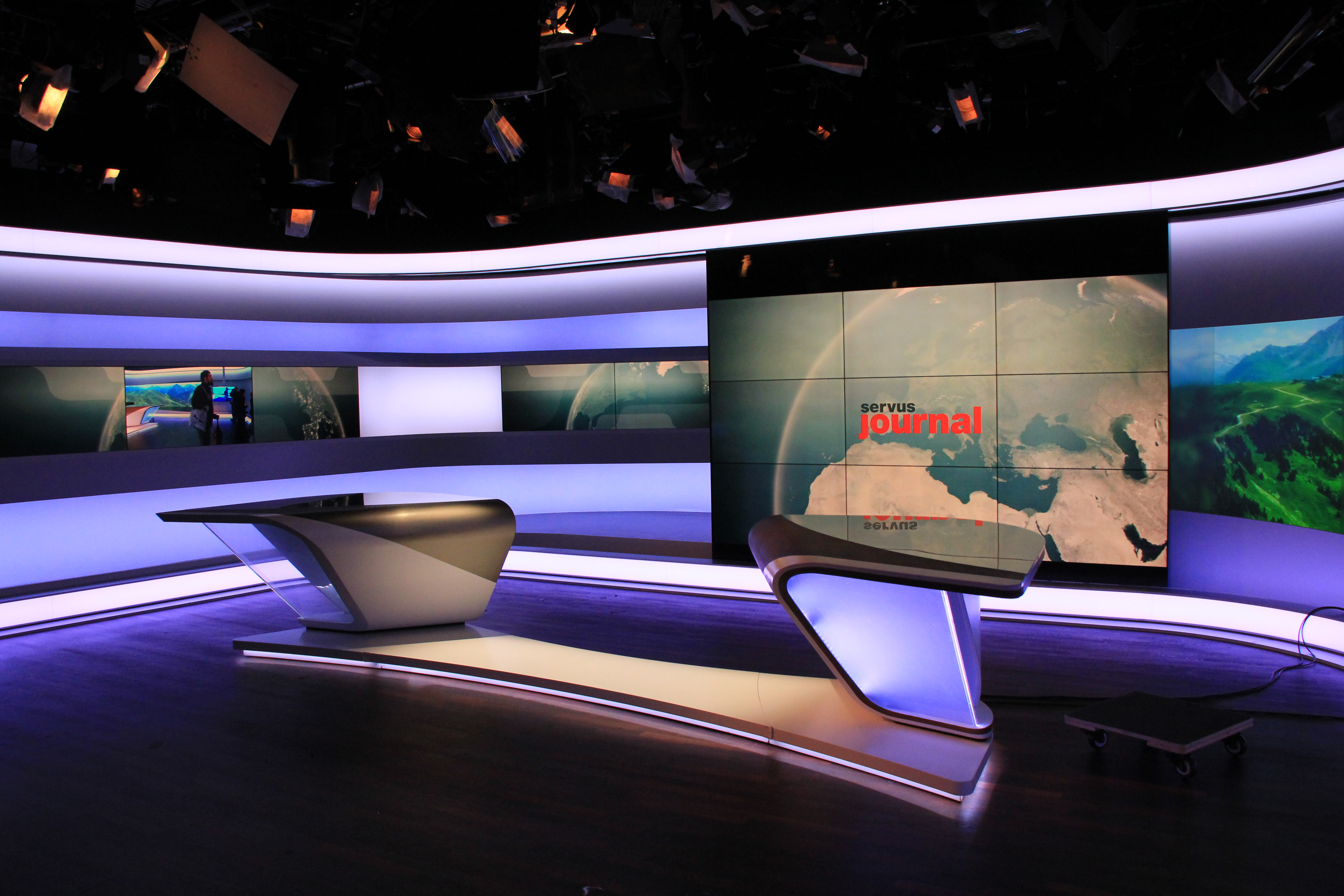
Studio televisivo per un programma televisivo di informazione (telegiornale).

Il paper format è una descrizione dettagliata e scritta che contiene le informazioni generali sul programma; viene presentato al momento della vendita per mostrare all'acquirente il prodotto. Il tv programme format è il documento nel quale vengono riassunti i concetti fondamentali dell'intero programma (luci, suoni, scenografie, modalità di scelta dei concorrenti, modalità di votazioni).
Nell'ambito dei prodotti primari si inseriscono i "prodotti televisivi semilavorati" impiegati nella realizzazione dei prodotti finiti. Essi possono essere ritrovati negli archivi digitali delle società che li mettono a disposizione oppure nell'attività produttiva di coloro che di mestiere svolge proprio l'attività di ideatore di tali prodotti. I semilavorati sono concepiti quindi come frutto di idee creative.
Nella categoria dei prodotti finiti rientrano invece, programmi già pronti alla messa in onda, come ad esempio i talk show o i varietà. In questi format la creatività emerge in maniera chiara e distinta ed è pertanto indiscutibile la necessità della loro tutela.

## Tutela legale
Sia i prodotti primari che i prodotti finiti necessitano di tutela: i primi costituiscono delle idee da realizzare, degli schemi astratti che definiscono le basi strutturali dei programmi, i secondi essendo beni veri e propri, prodotti definiti e completi nella loro concretezza, in grado di formare oggetto di contratti.
In molti paesi ha il valore di una proprietà intellettuale quindi l'autore ha la possibilità di vendere la licenza di produrre e trasmettere lo stesso programma in altri stati e in altre lingue. In Italia non è ancora inserito fra le opere protette dalla legge del diritto d'autore. Il format ha acquisito protezione giuridica come opera dell'ingegno; il progetto si può depositare e la gestione dei relativi diritti può essere esercitata autonomamente o essere affidata alla SIAE.

## Tipologia
- Clip show: un episodio di una serie televisiva che consiste principalmente in estratti di episodi precedenti. La maggior parte degli spettacoli di clip presenta il formato di una trama in cui i membri del cast ricordano eventi passati di puntate passate dello spettacolo, raffigurati con una clip dell'evento presentata come un flashback[6].
- Docufiction (o docu-fiction): la combinazione di documentario e finzione, termine che spesso significa film narrativo. È un genere cinematografico che tenta di catturare la realtà così com'è (come cinema diretto o cinéma vérité) e che introduce simultaneamente elementi irreali o situazioni di fantasia nella narrativa al fine di rafforzare la rappresentazione della realtà utilizzando un qualche tipo di espressione artistica. Più precisamente, si tratta di un documentario misto a elementi di fantasia[7][8][9].
- Documentario: un'opera audiovisiva i cui elementi narrativi ed espressivi costitutivi sono colti dalla realtà; nel documentario la vicenda narrata, gli ambienti dove si svolge e i personaggi che la interpretano sono reali e agiscono su un piano di realtà, a differenza del tradizionale cinema di finzione dove invece gli elementi costitutivi sono sostanzialmente costruiti artificiosamente.
- Episodio: un frammento narrativo di una serie televisiva o cinematografica e – a differenza della puntata – è autonomo e autoconclusivo[10].
- Fiction televisiva (a cui si fa riferimento anche come fiction TV o semplicemente fiction) o sceneggiato: il macrogenere di programmi televisivi caratterizzati dalla narrazione di eventi di fantasia, non reali[11].
- Media franchise: una raccolta di media correlati in cui sono state prodotte diverse opere derivate da un'opera di finzione creativa originale, come un film, un'opera letteraria, un programma televisivo o un videogioco.
- Miniserie: una serie televisiva che racconta una storia in un lungo numero di episodi predeterminato e limitato. Si può anche fare riferimento a una miniserie che può anche essere mostrata come un film per la televisione in un numero limitato di episodi[12].
- Micro-serie: un racconto televisivo a episodi estremamente breve sponsorizzato da un inserzionista. Questo è un modo non tradizionale per raggiungere i mercati primari[13].
- Mockumentary: (una miscela di finto e documentario, ossia mock e documentary in inglese) o docu-comedy è un tipo di film o programma televisivo che descrive eventi di fantasia ma presentato come un documentario[14].
- Episodio pilota: un singolo episodio di una serie o di un serial televisivo trasmesso prima del primo episodio regolare. Di solito viene prodotto, e trasmesso, per valutare il primo responso del pubblico e per vendere il programma ad una rete televisiva.
- Prequel: indica un film che presenta dei personaggi e degli eventi di un film ambientati precedentemente al primo, ma fatto uscire successivamente[15][16].
- Reboot: (che può essere tradotto come "riedizione" o "nuova versione") è il termine inglese che nel contesto della fiction indica l'abbandono della continuity in una serie per ricreare dall'inizio i personaggi e la sequenza della storia, con la totale o parziale riscrittura degli eventi avvenuti nella saga originaria.
- Remake: come indica la sua traduzione letterale dall'inglese, è il rifacimento di un'opera, in genere fiction di tipo audiovisivo, già esistente. Il termine si applica in particolare ai film, ma può essere utilizzato anche per serie televisive o videogiochi[17].
- Sequel: nel linguaggio cinematografico e della letteratura è un'opera che presenta personaggi e/o eventi cronologicamente posteriori a quelli già apparsi in un precedente episodio; l'utilizzo del termine è esteso anche all'ambito videoludico e in altri settori artistici[18].
- Serial: uno spettacolo che ha una trama continua che si svolge in modo sequenziale episodio per episodio. I serial in genere seguono archi narrativi principali che abbracciano intere stagioni televisive o anche l'intera serie della serie, e talvolta spin-off, il che li distingue dalla televisione a episodi che si basa su episodi più autonomi[19].
- Serie/stagioni: la terminologia utilizzata per definire un insieme di episodi prodotti da una serie televisiva varia da paese a paese.
- Cortometraggio (o corto metraggio) o corto: un film la cui durata normalmente non raggiunge i 30 minuti complessivi (al Festival international du court métrage de Clermont-Ferrand, il più importante per i cortometraggi, la durata massima ammessa è di 40 minuti)[20].
- Programma televisivo (o trasmissione televisiva, o anche semplicemente programma o trasmissione quando è chiaro il contesto televisivo) è una produzione audiovisiva che può essere trasmessa tramite televisione o Internet con finalità di informazione o intrattenimento. L'insieme dei programmi televisivi di un'emittente televisiva è chiamato palinsesto[21].
- Special: uno speciale televisivo è un programma televisivo autonomo che interrompe temporaneamente la programmazione a episodi normalmente programmata per una determinata fascia oraria[22][23].
- Spin-off: (scritto anche spin off o spinoff, in italiano anche derivato o derivazione) nell'ambito dei mezzi di comunicazione di massa è un'opera derivata sviluppata da un'opera principale, tipicamente un prodotto audiovisivo nato da una serie televisiva, un film, un fumetto o un videogioco, che mantiene l'ambientazione dell'opera originaria ma narra storie parallele focalizzando l'attenzione su personaggi diversi, spesso secondari nell'opera di riferimento[24][25].